# Missile balistico a medio raggio
Un missile balistico a medio raggio (indicato anche con la sigla MRBM, dal termine inglese medium-range ballistic missile) è un tipo di missile balistico che secondo la maggior parte delle organizzazioni di studi militari lo classifica come di raggio molto inferiore agli ICBM e inferiore agli IRBM (raggio inferiore a quello minimo che servirebbe per attaccare l'Europa dall'America del Nord e viceversa). 

## Caratteristiche
All'interno dell'United States Department of Defense, un missile di raggio medio viene definito dal possedere una gittata massima tra 1.000 e 3.000 km. Nella terminologia moderna, gli MRBM sono parte del più ampio gruppo dei theatre ballistic missile, che include qualsiasi missile balistico con un raggio d'azione di meno di 3.500 km.
Un caso particolare era il Redstone, in grado di portare 3.500 kg di esplosivo (oppure le più potenti testate termonucleari da 4 Mt) a 350 km, ma che dotato di ulteriori stadi e di una bomba atomica al plutonio più leggera, si avvicinava alla gittata di 1.000 km. In effetti, versioni successive furono in grado di portale la capsula Mercury in volo sub-orbitale. 

## MRBM Specifici
- Agni II (2.000-3.000 km)  India
- CSS-2 (3.000 km)  Cina
- DF-21 (1.800 km)  Cina
- DF-25 (1.700 km)  Cina
- Ghadr-110 (> 2.500 km) (Iran)  Iran
- Ghauri-I (1.500 km)  Pakistan
- Ghauri-II (2.300 km)  Pakistan
- Jericho II (1.300 km)  Israele

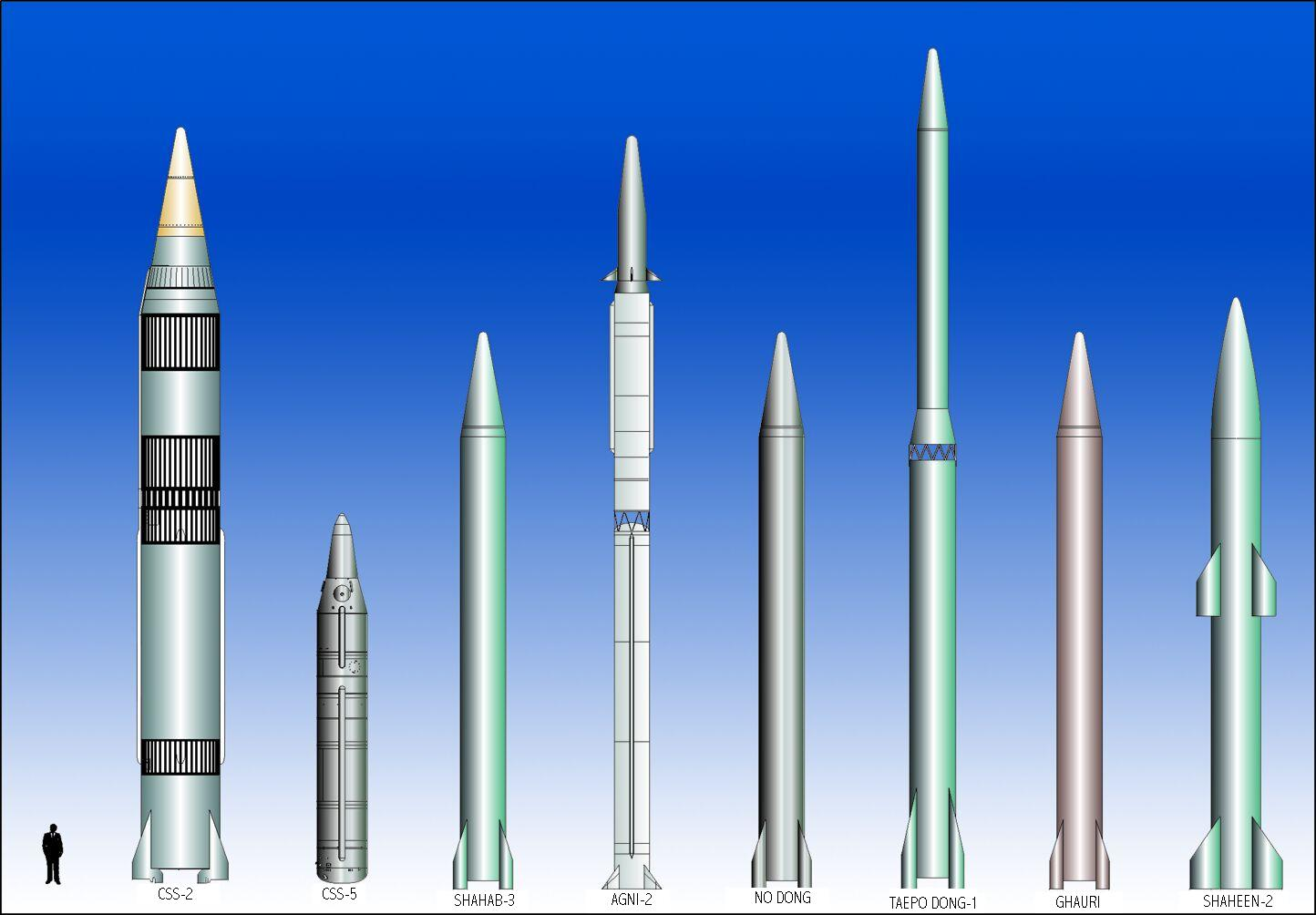
Confronto tra diversi MRBM e IRBM prodotti. Da sinistra a destra:
CSS-2 • CSS-5 • Shahab-3 • Agni 2 • No Dong • Taepo Dong-1 • Ghauri • Shaheen 2

- Jupiter-C = (PGM-11 Redstone + MGM-29 Sergeant) (350 km?)  Stati Uniti
- MGM-31B Pershing II (1.770 km) Stati Uniti
- PGM-19 Jupiter (2.410 km)  Stati Uniti
- Rodong-1 (1.300 km)  Corea del Nord
- Rodong-2 (2.000 km)  Corea del Nord
- Sejjil (2.000-2.500 km)  Iran
- Shahab-3 (2.100 km)  Iran
- Shaheen-II (2,500 km)  Pakistan
- SS-3 Shyster (1.200 km)  Unione Sovietica
- SS-4 Sandal (2.100 km)  Unione Sovietica
- Taepodong-1 (2.500 km)  Corea del Nord

## Programmi ritirati o abbandonati
- Alfa (1.600 km)  Italia